# Steinkreis von Kingston Russell
Der Steinkreis von Kingston Russell (auch als Gorwell Circle bekannt) ist ein Steinkreis, der auf einem Kreiderücken zwischen den Dörfern Abbotsbury und Littlebredy in Dorset in England liegt und wahrscheinlich während der Bronzezeit errichtet wurde.
Der Kingston-Russell-Kreis ist Teil einer Steinkreistradition, die sich während der späten Jungsteinzeit und der frühen Bronzezeit (3300 bis 900 v. Chr.) vor allem in Teilen der Britischen Inseln und der Bretagne ausbreitete. Der Zweck der Monumente ist unbekannt, obwohl Archäologen sie für religiöse Stätten halten.
Eine Reihe solcher Kreise wurde in Dorset aus Sarsenstein errichtet, die kleiner sind als die Steine anderenorts. Der ovale Kingston-Russell ist der größte Kreis in Dorset. Er misst etwa 27,0 × 24,0 Meter und enthält 18 Steine. Einige sind gebrochen, und es ist unmöglich zu sagen, welche Fragmente ursprünglich Basen sind und welche obere Teile waren. Die Steine variieren in der Größe von 2,0 × 0,5 Meter bis zu 1,0 × 0,3 Meter. 1980 hieß es, dem Kreis sei in den letzten Jahren ein Stein „hinzugefügt“ worden.
Der Antiquar John Hutchins (1698–1773) erwähnte den Kreis in seinem posthum erschienenen Werk The History and Antiquities of Dorset von 1774. Beeinflusst von den Ideen des amerikanischen Antiquars William Stukeley (1687–1765) beschrieb Hutchins den Kingston-Russell als „druidischen Kreis“ und schrieb seine Entstehung den Druiden der Eisenzeit zu.
Das Gelände wurde weder ausgegraben noch einer eingehenden archäologischen Untersuchung unterzogen, ist aber ein geplantes Denkmal und wurde daher gemäß dem Gesetz über die antiken Denkmäler und archäologischen Gebiete von 1979 geschützt.
Die zerstörte Grabkammer The Grey Mare and her Colts liegt im Südosten. Weiter östlich liegen der Hellstone und die Tumuli von Black Down.